# Gaturamo-verdadeiro
Eufónia-violácea ou gaturamo-verdadeiro (nome científico: Euphonia violacea) é uma ave passeriforme que habita uma larga região na América do Sul. Também é conhecido pelos nomes de guriatã, bonito-lindo, gaturamo-imitador, gaturamo-itê, guriatã-de-coqueiro, tem-tem-de-estrela e tem-tem-verdadeiro.

## Caracterização
A espécie apresenta dimorfismo sexual: os machos são coloridos de preto brilhante com reflexos de azul-violáceo no dorso, enquanto a parte inferior é de um amarelo vivo. Na cauda as penas externas têm manchas brancas e no topo da cabeça, sobre o bico, há uma mancha amarela. As fêmeas e as aves imaturas têm cor olivácea-escura com o ventre mais claro. Medem 12 cm de comprimento, pesando 15 g.
Tem uma grande área de ocorrência e foi descrito como uma ave bastante comum, embora sua população total não tenha sido quantificada. Assim, a espécie ainda é considerada em condição pouco preocupante, mas sua população evidencia estar em declínio. Originalmente é nativo nos seguintes países: Argentina, Brasil, Guiana Francesa, Trinidad e Tobago, Venezuela, Guiana, Paraguai e Suriname.
São reconhecidas três subespécies:
- E. v. rodwayi T. E. Penard, 1919 — leste e sul da Venezuela e Trinidad.
- E. v. violacea Linnaeus, 1758 — Guianas, norte do Brasil
- E. v. aurantiicollis A. Bertoni, 1901 — leste do Brasil, leste do Paraguai e nordeste da Argentina (Misiones).

## Ecologia e biologia
Pode viver em áreas de floresta, matas abertas, matas ciliares, plantações e mesmo em jardins e parques de ambiente urbano com vegetação abundante, preferindo regiões úmidas. Sua área de ocorrência se estende por grande parte da América do Sul, um território em forma aproximada de arco que cobre toda a sua metade oriental, desde o leste da Venezuela - junto com Trinidad e Tobago - até o sul do Brasil, com um largo hiato em forma de língua que penetra desde o litoral norte do nordeste brasileiro até o norte de Minas Gerais, onde predomina o clima semiárido. Mas na parte litorânea do nordeste está presente desde a Paraíba, seguindo então em uma larga faixa contínua até o norte do Rio Grande do Sul. Este grande arco é largo o bastante para incluir todo o Pará e partes de Goiás, Maranhão, Piauí e Tocantins, além de pequenos trechos do nordeste da Argentina e leste do Paraguai.

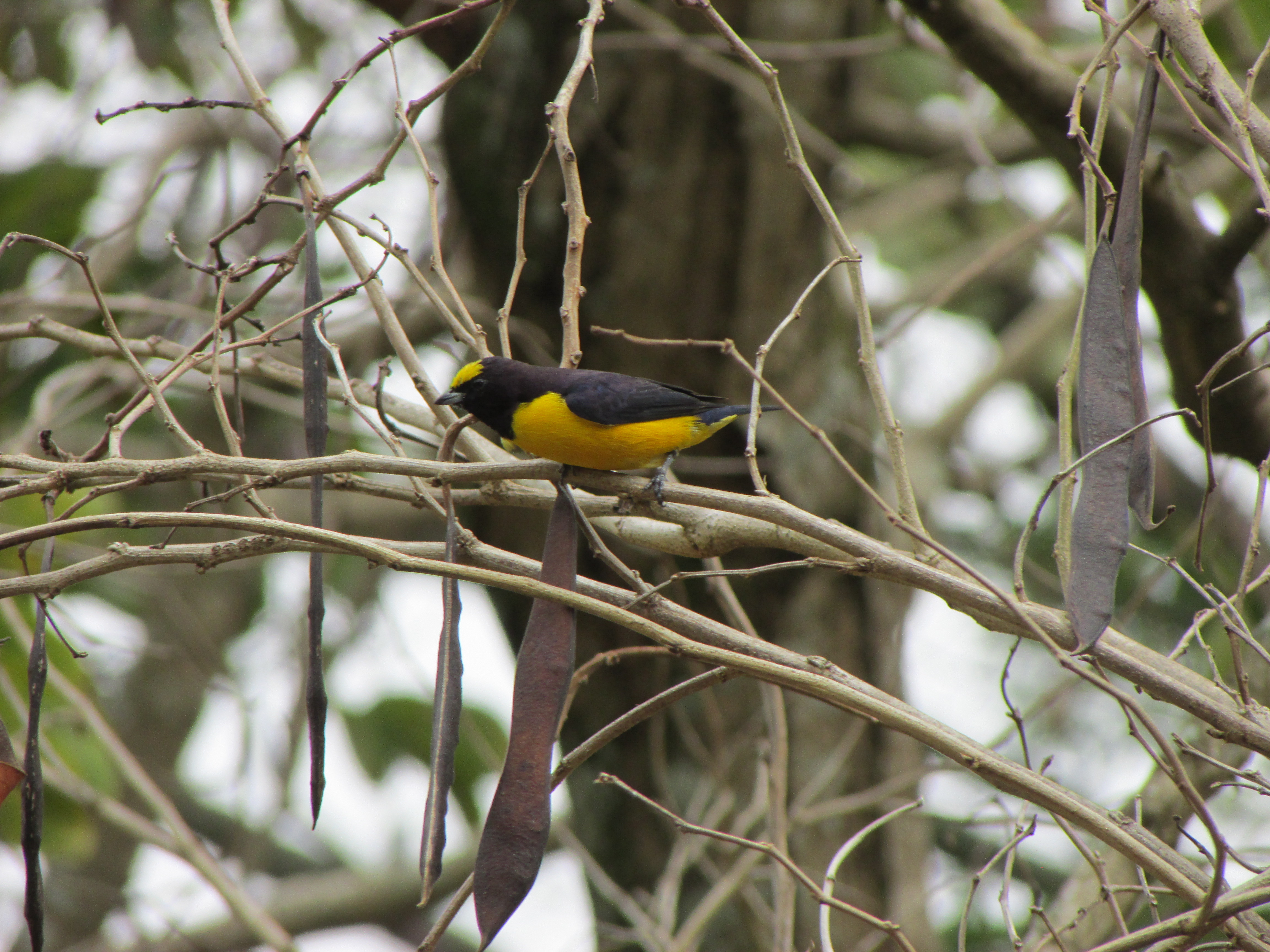
Fotografado em Capão Bonito-SP por Cláudio Lins

São sociais e podem ser vistos em pequenos grupos. Às vezes se misturam com outras espécies nas zonas de forrageio. Alimentam-se de frutos e às vezes insetos, mas possuem uma moela pouco eficiente e baixa capacidade de aproveitamento dos nutrientes, eliminando o alimento pouco depois de ingerido. Os ninhos em forma de esfera são construídos bem escondidos em cavidades em barrancos e troncos de árvores, ou entre vegetação epífita, utilizando musgo, fibras e folhas secas. Ocasionalmente usam ninhos abandonados por outras espécies. Cada postura tem em média quatro ovos brancos, pintalgados de vermelho e incubados pela fêmea, eclodindo em 13 a 14 dias. Os filhotes são alimentados pelo casal, e depois de 21 dias alçam voo. São conhecidos pela sua habilidade de imitar o canto de outras aves, como gaviões, o sabiá-laranjeira, a andorinha-serradora e o pardal, embora a imitação seja uma versão miniaturizada pela sua pequena capacidade vocal.